# Лоусон, Бьянка
Бья́нка Жасми́н Ло́усон, (англ. Bianca Jasmine Lawson; 20 марта 1979, Лос-Анджелес, Калифорния) — американская телевизионная актриса.
Лоусон имела регулярные роли в сериалах «Спасенные звонком: Новый класс» (NBC1993-94), Goode Behavior (UPN, 1996-97) и «Милые обманщицы» (ABC Family, 2010-12). В 2016 году она начала сниматься в сериале Oprah Winfrey Network «Королева сахарных плантаций».Также она известна благодаря второстепенным ролям в «Сестра, сестра», «Бухта Доусона», «Тайная жизнь американского подростка», «Дневники вампира», «Волчонок» и «Ведьмы Ист-Энда». Вне телевидения, она известна благодаря своей роли второго плана в фильме 2001 года «За мной последний танец».
Лоусон родилась в Лос-Анджелесе, Калифорния в семье актёров Ричарда Лоусон и Дениз Горди. Она внучатая племянница Берри Горди.

## Фильмография

### Фильмы
| Год  | Название на русском       | Название на английском          | Роль              | Примечания      |
| ---- | ------------------------- | ------------------------------- | ----------------- | --------------- |
| 1998 | Основные цвета            | Primary Colors                  | Loretta           |                 |
| 2000 | Большой Монстр на кампусе | Big Monster on Campus           | Darien Stompanato |                 |
| 2001 | За мной последний танец   | Save the Last Dance             | Nikki             |                 |
| 2001 | Кости                     | Bones                           | Cynthia           |                 |
| 2004 | Смерть по прейскуранту    | Dead & Breakfast                | Kate              |                 |
| 2004 | Энциклопедия разводов     | Breakin' All the Rules          | Helen Sharp       |                 |
| 2004 | Павильон                  | The Pavilion on the Links       | Mary              | Direct-to-video |
| 2005 | Переверните сценарий      | Flip the Script                 | Angel             |                 |
| 2006 | Бывший                    | Broken                          | Mia               |                 |
| 2006 | Блондинка в шоколаде      | National Lampoon’s Pledge This! | Monique           | Direct-to-video |
| 2007 | Охота на динозавра        | Supergator                      | Carla Masters     | Direct-to-video |
| 2009 | Убийство Венди            | The Killing of Wendy            | Brooke            |                 |

### Телевидение
| Год       | Название на русском                     | Название на английском                   | Роль                 | Примечания                                                                              |
| --------- | --------------------------------------- | ---------------------------------------- | -------------------- | --------------------------------------------------------------------------------------- |
| 1993-1994 |                                         | Saved by the Bell: The New Class         | Megan Jones          | Регулярная роль, 39 эпизодов                                                            |
| 1995      |                                         | In the House                             | Rachel               | Эпизод: «The Final Cut»                                                                 |
| 1995-1996 | Сестра, сестра                          | Sister, Sister                           | Rhonda Coley         | Второстепенная роль, 7 эпизодов                                                         |
| 1996-1997 |                                         | Goode Behavior                           | Bianca Goode         | Регулярная роль, 22 эпизода                                                             |
| 1997      |                                         | Smart Guy                                | Jill                 | Эпизод: «Baby, It’s You and You and You»                                                |
| 1997      |                                         | The Parent 'Hood                         | Jasmine              | Эпизоды: «Zaria Peterson’s Day Off» и «Bad Rap»                                         |
| 1997—1998 | Баффи — истребительница вампиров        | Buffy the Vampire Slayer                 | Кендра Янг           | 3 эпизода                                                                               |
| 1998      |                                         | Silk Stalkings                           | Renee                | Эпизод: «Rage»                                                                          |
| 1998      |                                         | The Steve Harvey Show                    | Rosalind             | Эпизоды: «Breakfast with Tiffany», «White Men Can Funk» и «That’s a Bunch of Bull, Ced» |
| 1998      |                                         | The Temptations                          | Diana Ross           | Мини-сериал                                                                             |
| 1999      |                                         | Smart Guy                                | Tracy                | Эпизод: «It Takes Two»                                                                  |
| 1999-2000 | Бухта Доусона                           | Dawson’s Creek                           | Nikki Green          | Второстепенная роль, 4 эпизода                                                          |
| 2001      | Сильное лекарство                       | Strong Medicine                          | Esperanza Maldonaldo | Эпизод: «Control Group»                                                                 |
| 2001      |                                         | Feast of All Saints                      | Anna Bella Monroe    | Телефильм                                                                               |
| 2002      |                                         | For the People                           | Asia Portman         | Эпизод: «Textbook Perfect»                                                              |
| 2002      |                                         | Haunted                                  | Brandi Combs         | Эпизод: «Blind Witness»                                                                 |
| 2004      | Женская бригада                         | The Division                             | Marilynn Resiser     | Эпизод: «Play Ball»                                                                     |
| 2004      |                                         | The Big House                            | Angel                | Эпизод: «Almost Touched by an Angel»                                                    |
| 2004      |                                         | Fearless                                 | Harmony Kaye         | Пилот                                                                                   |
| 2008      | Чистильщик                              | The Cleaner                              | Jeannie              | Эпизоды: «Meet the Joneses» и «The Eleventh Hour»                                       |
| 2009      | Кости                                   | Bones                                    | Albie                | Эпизод: «Fire in the Ice»                                                               |
| 2009      | Втайне от родителей                     | The Secret Life of the American Teenager | Шона                 | Второстепенная роль; 6 эпизодов                                                         |
| 2009—2014 | Дневники вампира                        | The Vampire Diaries                      | Эмили Беннетт        | Второстепенная роль (сезоны 1—2, 5); 6 эпизодов                                         |
| 2010      | Никита                                  | Nikita                                   | Emily Robinson       | Эпизод: «The Guardian»                                                                  |
| 2010-2012 | Милые обманщицы                         | Pretty Little Liars                      | Майя Сен-Жермен      | Второстепенная роль; 19 эпизодов                                                        |
| 2011      | Американская история ужасов: Дом-убийца | American Horror Story: Murder House      | Эбби                 | Пилотный эпизод»                                                                        |
| 2012      | Красавица и чудовище                    | Beauty & the Beast                       | Lafferty             | Эпизод: «Trapped»                                                                       |
| 2012      |                                         | All About Christmas Eve                  | Lila                 | Телефильм                                                                               |
| 2012      | Две девицы на мели                      | 2 Broke Girls                            | Стейси               | Эпизод: «And the Silent Partner»                                                        |
| 2012—2014 | Волчонок                                | Teen Wolf                                | Марин Моррелл        | Второстепенная роль; 12 эпизодов                                                        |
| 2014      |                                         | House of Secrets                         | Julie                | Телефильм                                                                               |
| 2014      | Ведьмы Ист-Энда                         | Witches of East End                      | Eva                  | Второстепенная роль                                                                     |
| 2015      | Полиция Чикаго                          | Chicago P.D.                             | Kylie Rosales        | Эпизод: «We Don't Work Together Anymore»                                                |
| 2016      | Королева сахарных плантаций             | Queen Sugar                              | Дарла                | Регулярная роль                                                                         |